# Ylenija Varga
Ylenija Varga je izmišljeni lik iz talijanskog stripa Zagor. Više stoljeća stara vampirica, Ylenia je mađarska grofica iz Schassburga. Iz ljudskog bića u nemrtvo stvorenje preobrazio ju je barun Bela Rakosi, nadvampir koji ju je odabrao za svoju družicu u vječnom životu. Ovisno o situaciji, ona je Zagoru bila i saveznik i protivnik.

## Biografija
Ylenija je rođena i odrasla u grofovskoj obitelji transilvanskih Mađara početkom 17. stoljeća. Kada je imala oko 20 godina, na putovanju Italijom veliki slikar Bronzio naslikao je njezin portret. Po povratku u svoj dvorac, zaručila se za mladog engleskog slikara Alexandera Vallacea. Činilo se da ništa ne stoji na putu njihovoj sreći, kada je iznenada u dvorac došao barun Bela Rakosi, pet stotina godina star vampir. Zagledavši se u Yleniju, Rakosi ju je odabrao da mu bude družica u vječnom životu, i preobrazio ju u vampira. Vidjevši Rakosija kako napada Yleniju, Alexander ju je pokušao spasiti, ali ga je Rakosi ubio.
Iako joj je Rakosi govorio da će brzo zaboraviti "bijedno ljudsko biće", Ylenia nikada nije zaboravila Alexandera i svoju izgubljenu sreću. Kada je od Rakosija naučila sve što je smatrala potrebnim za život u tami, pobjegla je od njega i povukla se u svoj dvorac u Transilvaniji. Ondje je proboravila sljedeće stoljeće, podučavajući se crnoj magiji, i svemu što bi joj bilo potrebno za osvetu Rakosiju. Okružila se brojnim sljedbenicima, Ciganima koji su stoljećima služiili njezinoj obitelji, kao i čoporom farkaskoldoija, nemrtvih vukodlaka.
Kada je osjetila da je spremna za osvetu, Ylenija je počela slijediti Rakosijeve tragove, otkrivši da se premjestio u Ameriku. Tijekom boravka u jednoj krčmi, Ylenia i njezini farkaskoldoiji su počinili pokolj među gostima, ali ona je poštedjela sobaricu Elspeth, koju je odabrala za svoju služavku, kao i satnika Manfreda Moora, časnika austrijske vojske i zaručnika barunice Fride Lang. Ylenija je odlučila oboje preobraziti u vampire kako bi imala što više saveznika u borbi protiv Rakosija, ali je preobrazbu izvodila postupno, kako bi oboje zadržali nešto od ljudskosti, baš kao što je i Rakosi učinio s njom.
U Trstu su se Ylenia i njezini sljedbenici ukrcali na brod Lady Godiva te nadomak američke obale pobili cjelokupnu posadu. Zatim su krenuli u potragu za pukovnikom Ferencom Korasijem, Rakosijevim potomkom i lovcem na vampire koji je također došao u Novi svijet kako bi se okušao u dvoboju s barunom. No Ylenija je pukovnika namjeravala zarobiti kako bi ga predala barunu i time zadobila njegovo povjerenje. 

## Pojavljivanja

### Princ noći
Ylenia sa svojim slugama dolazi iz Europe u Ameriku u potrazi za vampirom Belom Rakosijem

## Zanimljivosti
Kronološki, Ylenia Varga se pojavljuje u epizodama:
- Zagor u izdanju Slobodne Dalmacije: 61 Vampir, 62 Tajna Fride Lang, 63 Princ noći
- Zagor u izdanju Ludensa: 112 Crni brod, 113 Božica mjeseca, 207 Crna krila noći, 208 Vampirica Ylenia, 209 Krijumčari iz lagune, 296 Vampiri, 297 U potrazi za Rakošijem 298 Husari smrti